# Révolution blanche
Ne pas confondre avec Révolution blanche (Inde), politique d'augmentation de la production laitière en Inde.

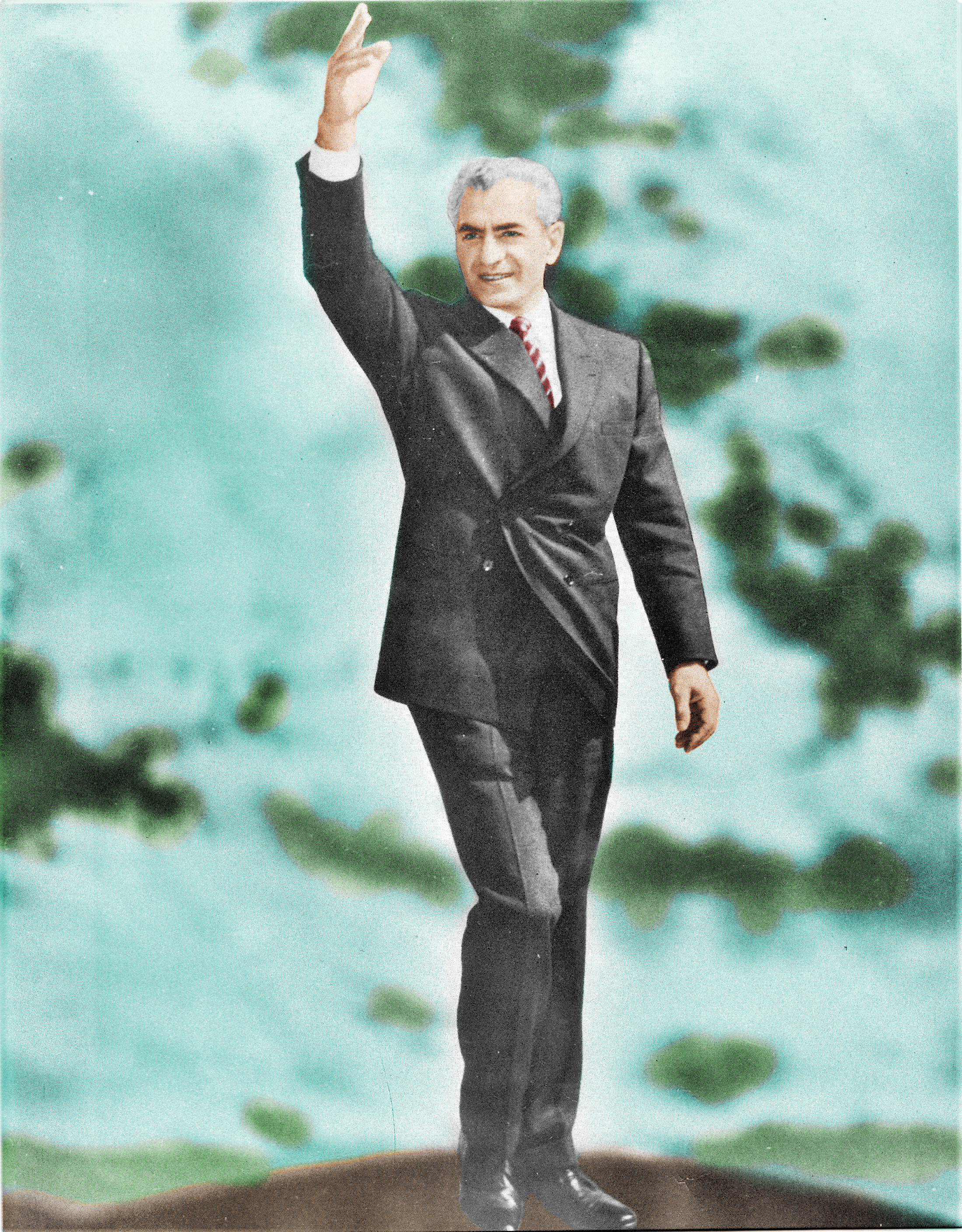
Photographie promotionnelle (colorisée) de Mohammad Reza Chah Pahlavi au lancement de la révolution blanche.

La révolution du Roi et du Peuple (en persan : انقلاب شاه و مردم, Enghelab-e Shah va Mardom) ou révolution du Roi et de la Nation (en persan : انقلاب شاه و ملت peut également se traduire Enghelab-e Shah va Mellat), popularisée sous le nom de « révolution blanche » (en persan : نقلاب سفید, Enghelab-e Sefid), est une série de réformes à grande portée lancée en 1963 par le dernier chah d'Iran, Mohammad Reza Pahlavi et appliquée par ses Premiers ministres successifs Ali Amini, Asadollah Alam, Hassan Ali Mansour et Amir Abbas Hoveida. Le programme tire son nom du projet en 6 points conçu par Ali Amini et présenté devant le Congrès national des agriculteurs d'Iran le 11 janvier 1963, et qui fut approuvé par référendum le 26 janvier 1963.

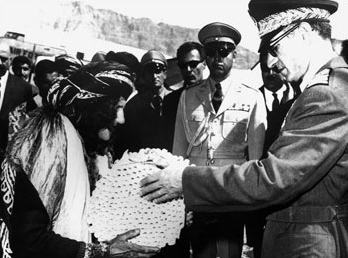
Le Shah distribuant des titres de propriété dans le cadre de la réforme agraire, mesure phare de la révolution blanche.

Le Shah voulait que ces réformes soient une régénération non-violente de la société iranienne à travers des réformes économiques et sociales, avec pour objectif à long terme de transformer l'Iran en une puissance économique et industrielle mondiale. Le Shah introduisit des concepts économiques novateurs comme la redistribution des profits aux ouvriers et initia des projets d'industrie lourde financés par le gouvernement, ainsi que la nationalisation des forêts, des pâturages et des ressources en eau. Le plus important projet était la réforme agraire, qui fit perdre aux grands propriétaires terriens la plupart de leur influence et de leur pouvoir. Socialement, la révolution blanche accorda plus de droits aux femmes, permit le développement du corps médical, et injecta des fonds dans l'éducation, particulièrement dans les zones rurales.

## Modernisation de l'Iran
La modernisation du pays reste très attaché au règne de Reza Chah, qui s'empara du pouvoir en 1925 et fonda la dynastie Pahlavi. Il entreprend, très inspiré de Mustafa Kemal Atatürk, à marche forcée, la modernisation de son pays. Il embellit autant que faire se peut sa capitale Téhéran. Il prescrit aux citadins des costumes à l'occidentale, interdit le voile féminin, impose l'usage d'un patronyme en complément du prénom usuel.
Il met en place une administration copiée de l'Occident et un système judiciaire indépendant des juges religieux, ouvre une université et lance la construction d'infrastructures (routes, chemins de fer…). Il change par décret royal le nom du pays, pour le tourner résolument vers l'avenir : la Perse devient l'Iran. Le 7 janvier 1936, il instaure la « journée des femmes » et prohibe le port du voile dans les lieux publics. Reza Chah doit abdiquer en 1941, après l'invasion de son pays par les Alliés, suspecté de pro-germanisme. Lui succède son fils Mohammad Reza, 21 ans.
Dans les années 1950, le Premier ministre Mohammad Mossadegh entreprend d'autres mesures de modernisation, mais la seule qui sera mise en œuvre sera la nationalisation de l'industrie pétrolière, en 1951, auparavant contrôlée par l'Anglo-Iranian Oil Company. Mais les britanniques imposent un blocus, et Mossadegh refusant le dialogue, la situation se sclérose, et, deux ans plus tard, le pays est au bord de la banqueroute. Les partisans des négociations s'accordent avec la CIA pour mettre en place un plan d'évincement de Mossadegh. Celui-ci échouant, le Shah, qui avait donné son accord au plan, s'enfuit à Rome. Profitant de la panique générée, l'armée menée par le général Fazlollah Zahedi effectue un coup d'État, chasse Mossadegh et rappelle le chah.

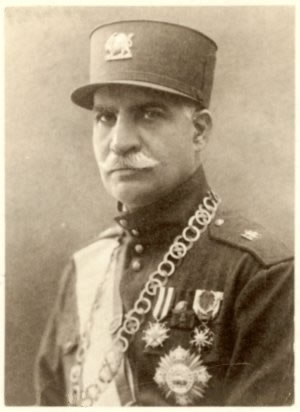
Reza Chah (1878-1944), empereur (Shahanshah) de 1925 à 1941.
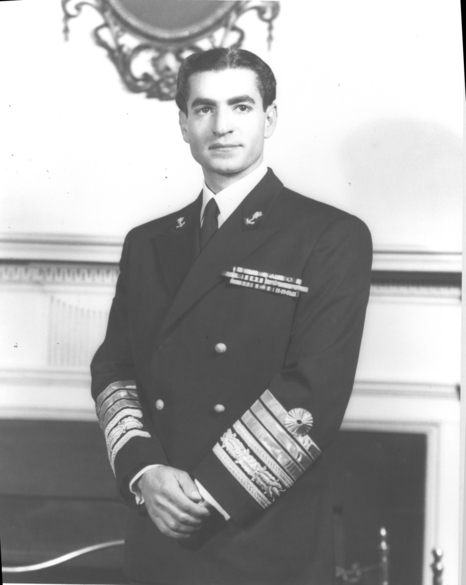
Le jeune Mohammad Reza Chah (1919-1980), ici dans les années 1940.
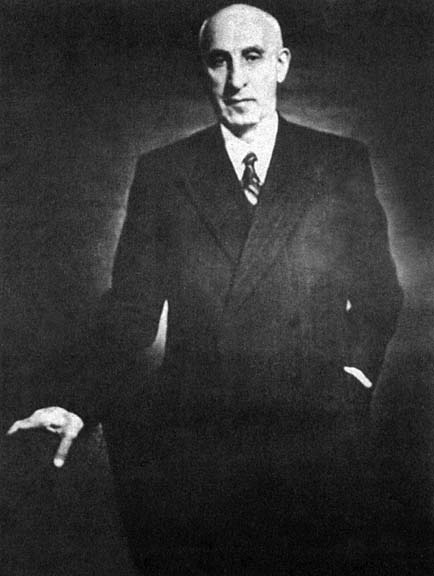
Mohammad Mossadegh (1882-1967), Premier ministre de 1951 à 1953.

## Genèse de la révolution blanche

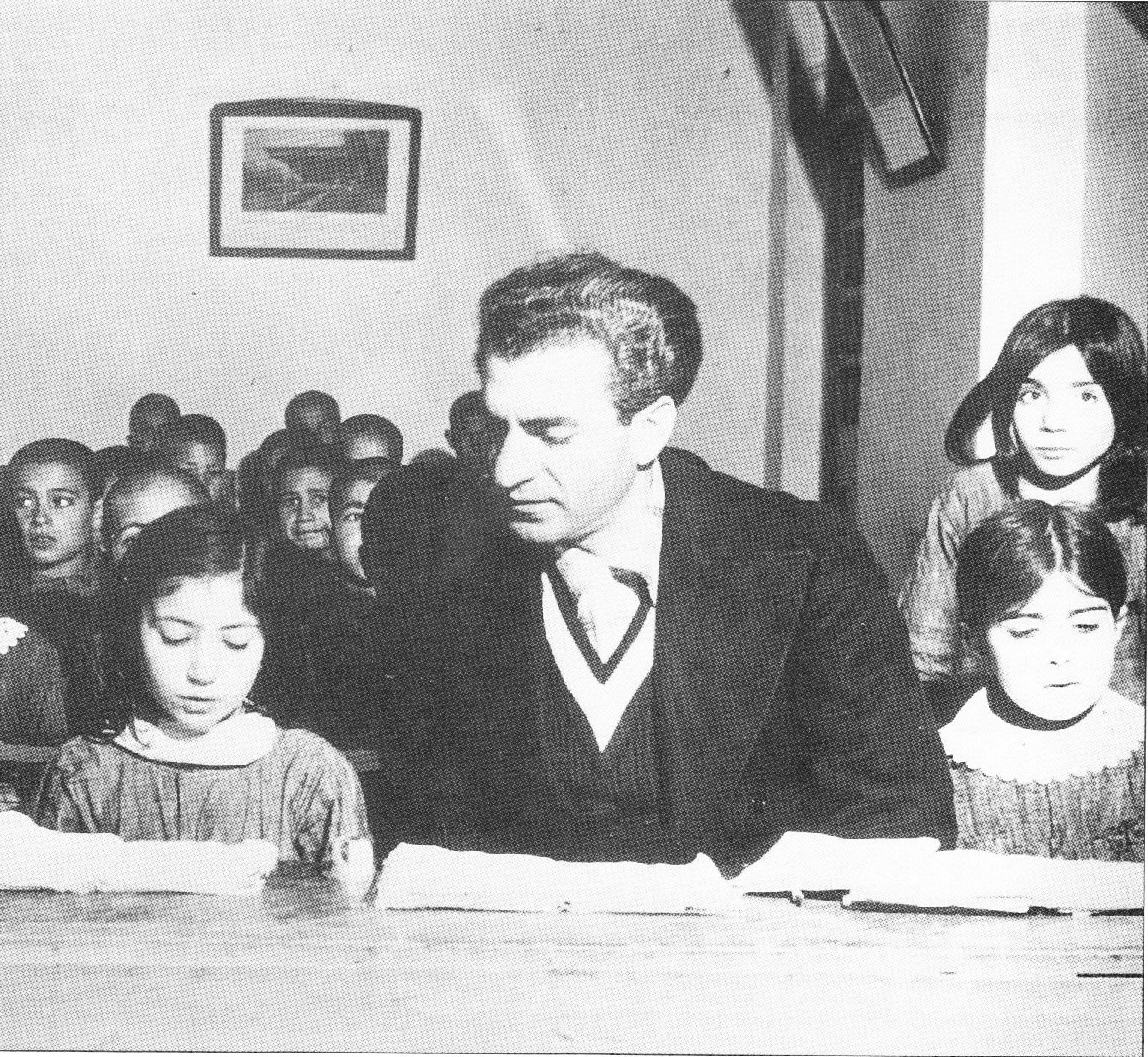
Mohammad Reza Pahlavi visite une école mixte, en 1955.

En 1943, Mohammad Reza Shah Pahlavi évoqua cinq droits sociaux fondamentaux, à ses yeux, pour tous les Iraniens dans son discours du Nouvel An : le droit à un minimum alimentaire décent, le droit à l'habillement, le droit au logement, le droit à l'éducation et le droit à l'accès aux soins de santé.

« Les revenus d'un homme iranien doivent répondre à ses besoins et à ceux de sa famille. Quand ce n'est pas le cas, le gouvernement ou les organismes de bienfaisance, voire les deux, se doivent de compenser ces revenus ou de les remplacer. »

Après la chute de Mossadegh en 1953, l'Iran connait une période de répression politique : le Tudeh, parti déjà banni depuis quelques années, voit ses membres éventuels activement recherchés, de même que le Front national et d'autres partis. La presse est muselée et est créée la SAVAK, services secrets redoutables. Les élections au Majles de 1954 et 1956 ont été observées de près. Le Shah nomma à partir de 1955 Hossein Ala' puis d'autres Premiers ministres sans « pressentiment » préalable du Parlement, acte qui était entré dans la pratique constitutionnelle mais qui n'était pas inscrit dans la Constitution de 1906, même après sa révision en 1925.
Des tentatives ont lieu pour relancer l'économie de l'Iran, très détériorée par les choix du gouvernement Mossadegh (1951-1953) dans les années 1950. L'augmentation des entrées d'argent dues au pétrole permet au gouvernement de lancer le second plan de développement (1955-1963) en 1956 : de grands projets industriels et d'agriculture sont lancés, mais la reprise économique après la période de nationalisation du pétrole est difficile. De plus, l'influx de cet argent pétrolier crée rapidement une inflation qui suscite le mécontentement de la population à la fin des années 1950 ; mécontentement qui augmente à cause du manque de liberté politique.
Le Shah met fin à la loi martiale en 1957 (elle avait été mise en place en 1953 après la chute de Mossadegh) et ordonne la création d'un système politique bipartite : les partis Melliyan et Mardom sont créés à cette époque ; cependant, ils ne satisfont pas les demandes populaires de représentation politique plus étendue. Les deux partis n'ont pas des programmes fondamentalement différents, et restent très attachés à la décision du shah. Les élections législatives de 1960 puis celles de 1961 voient la « victoire » du parti des Nationalistes. Jafar Sharif-Emami, un loyaliste, est nommé Premier ministre ; mais son gouvernement tombera en mai 1961 face aux difficultés économiques et politiques, une manifestation contre le gouvernement ayant entraîné la mort d'un manifestant.
En 1961, 75 % de la population iranienne travaille dans l'agriculture. Une réforme qui permettrait d'améliorer la situation économique du peuple iranien devait donc s'occuper du secteur agricole. Il était nécessaire de procéder à une réforme agraire, pour redistribuer les propriétés des terres agricoles, une idée des différents gouvernements iraniens depuis l'époque de Ghavam os-Saltaneh.
La première étape de la réforme agraire, la redistribution des terres des grands propriétaires fonciers aux petits travailleurs agricoles, commença concrètement à la fin des années 1950. Le Shah, en particulier, accorda plus de 500 000 hectares de terres à 30 000 familles sans terre. Avant la réforme agraire, 70 % des terres arables étaient la propriété d'une minorité de grands propriétaires terriens ou de fondations religieuses. Il n'y avait pas de registre foncier officiel. Au contraire, si la propriété rurale était confirmée par des titres de propriété, le document indiquant clairement la surface et les mesures, un village ne possédait pas de document officiel explicitant son existence, ni même celle(s) de sa(ses) dépendance(s). Avant la réforme agraire, 50 % des terres arables de l'Iran étaient entre les mains des grands propriétaires, 20 % appartenaient à des fondations caritatives ou religieuses, 10 % étaient les biens de l'État ou les biens de la Couronne et seulement 20 % étaient la propriété de paysans libres. Avant le début de la réforme de pays, on avait répertorié 18 000 villages dont le territoire devait être réparti parmi les paysans habitant au village.

## Mise en place de la réforme agraire par Ali Amini

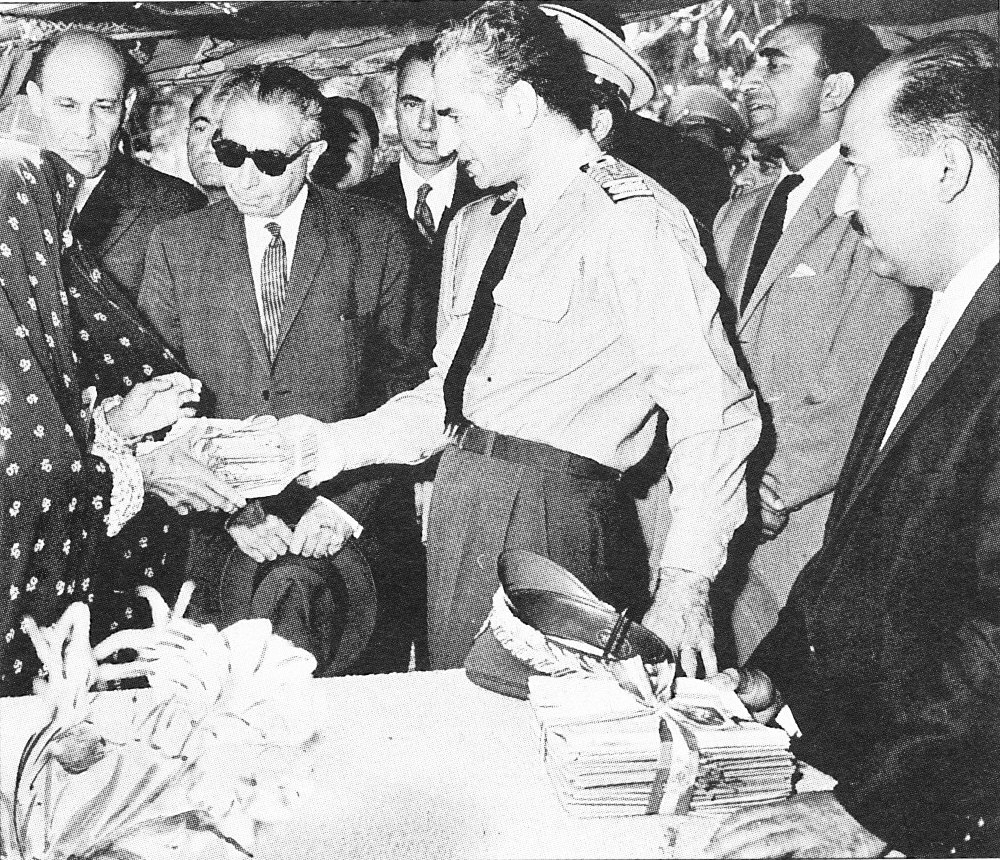
Le Shah, aux côtés d'Ali Amini, distribuant des titres de propriété aux nouveaux propriétaires de Kermanshah, en 1961.

À la fin du gouvernement de Manoutchehr Eghbal, le ministre de l'Agriculture Jamshid Amouzegar avait soumis au Parlement un projet compliqué de réforme agraire. Mais le Parlement, où on trouvait de nombreux grands propriétaires fonciers, discuta beaucoup la loi et la modifia et, après sa promulgation le 6 juin 1960, le projet du ministre, déjà compliqué, devint clairement irréalisable et ne fut pas vraiment appliqué. Finalement, il n'y eut pas de vraie redistribution de la propriété foncière en Iran.
Répondant aux demandes internes de réformes et à la pression du président Kennedy, le Shah nomme Ali Amini Premier ministre. Amini, un riche propriétaire terrien ainsi qu'un membre de l'administration de longue date est connu pour être un partisan de la réforme. Il reçoit des pouvoirs spéciaux de la part de Mohammad Reza Shah afin de mettre en œuvre et en application la réforme agraire.
Amini décide alors de desserrer le contrôle de la presse, de réautoriser le Front national et d'autres partis politiques, et ordonne l'arrestation d'un certain nombre de membres de l'administration accusés de corruption. Le gouvernement met aussi en place le troisième Plan de développement (1962-1968) ainsi qu'un programme de réorganisation de la fonction publique. Enfin, en janvier 1962 intervient la mesure la plus importante du gouvernement Amini : une réforme agraire, portée dans les faits par le ministre de l'Agriculture Hassan Arsanjani : les propriétaires ne sont désormais autorisés à posséder qu'un seul village. Ils doivent vendre le reste de leurs terres à l'État, qui le revendit à un prix nettement inférieur aux paysans sans terre. En outre, l'État reconnut aux agriculteurs de former des coopératives agricoles.
Cependant, le gouvernement Amini a rencontré de nombreux problèmes. Tout d'abord, la façon indépendante d'agir du Premier ministre est ressentie comme un défi à l'autorité royale, le Shah considérant Amini comme le « valet de Washington ». De plus, les mesures d'économies et d'assainissement budgétaire nécessaires qui avaient été décidées intensifient la récession et font augmenter le chômage. Cette récession cause de nombreux mécontentements dans les communautés du bazar, qui sont la base du commerce en Iran. Le Shah refusant de réduire le budget militaire et les États-Unis arrêtant leur soutien au gouvernement, Amini doit alors justifier un important déficit budgétaire. Ces problèmes le feront démissionner le 18 juillet 1962.

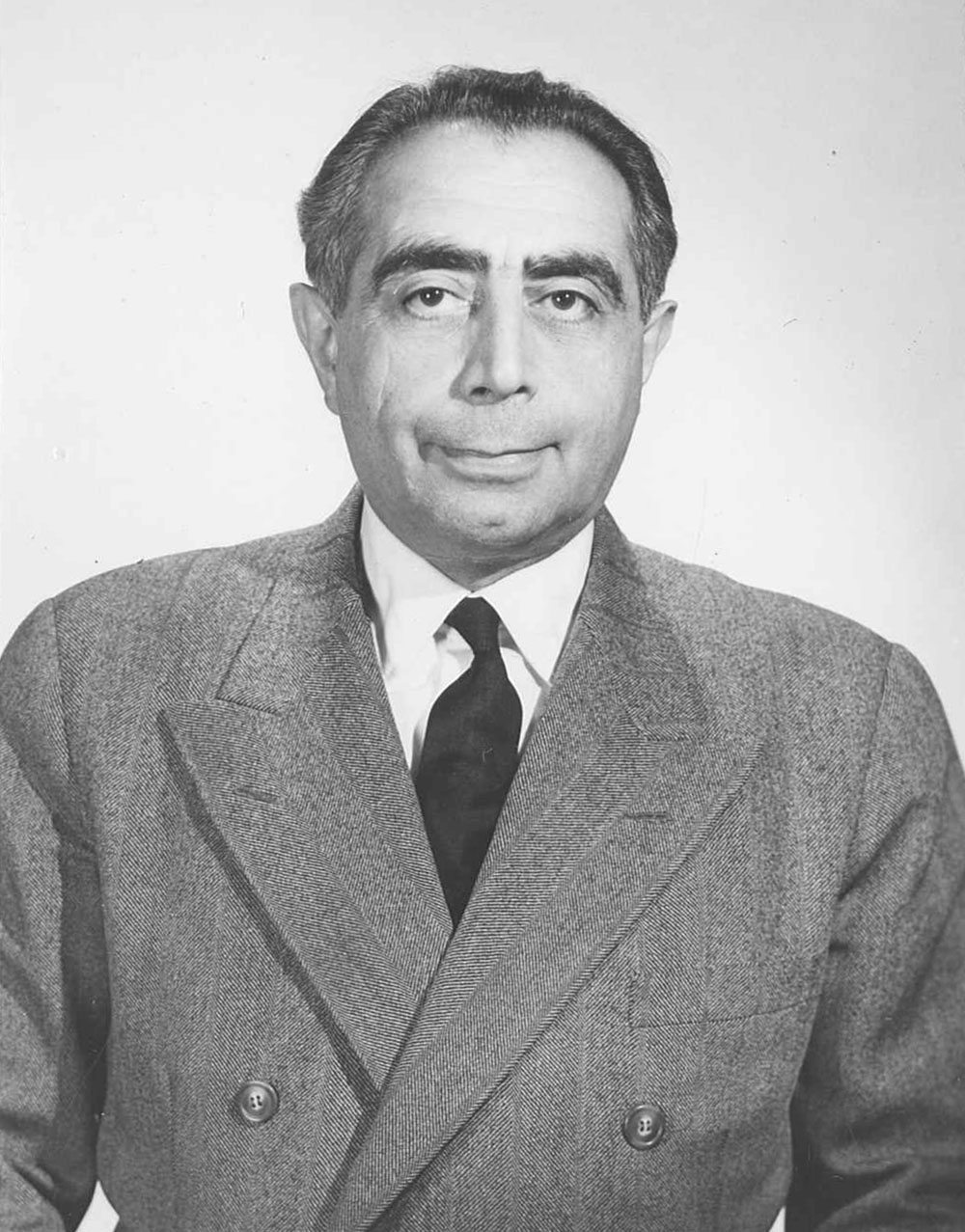
Ali Amini, Premier ministre (1961-1962).

## Consolidation des acquis du gouvernement Amini: la révolution blanche

### Opposition préalable

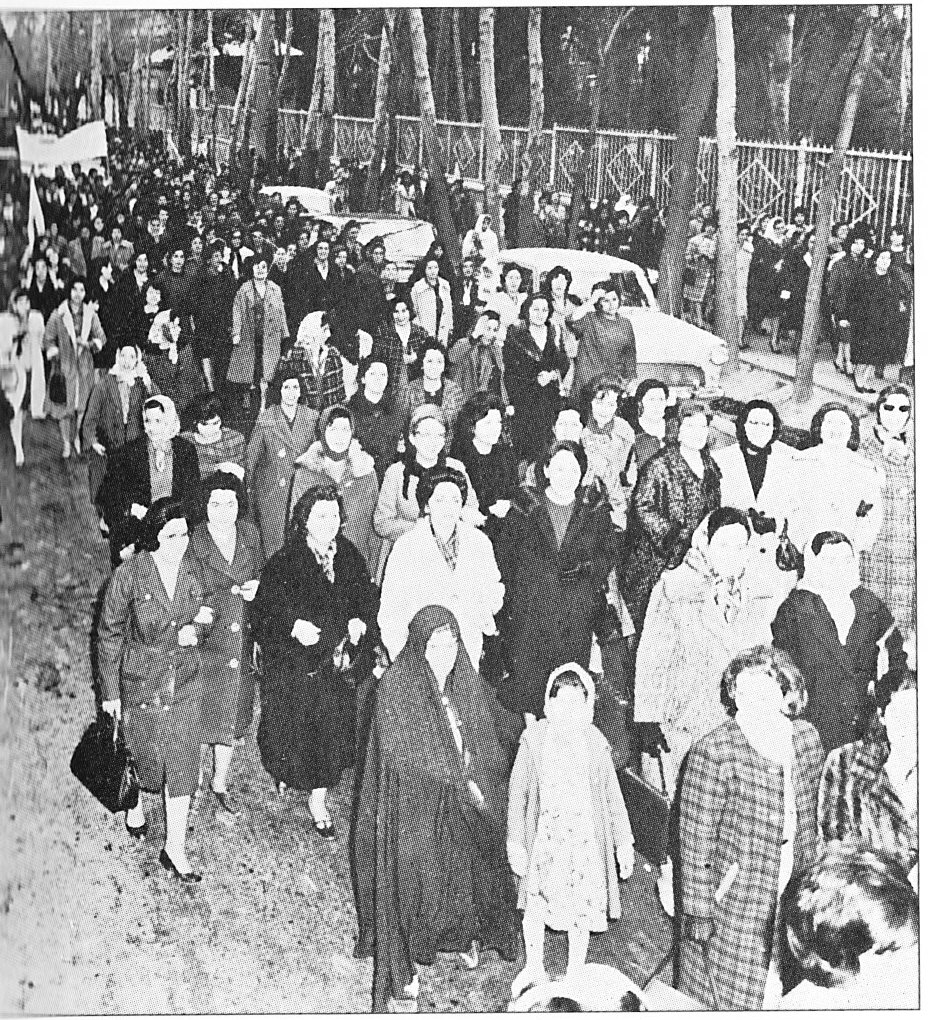
Manifestation de femmes en Iran pour l'obtention de leurs droits, en 1962-1963.

Amini est remplacé par Asadollah Alam, à qui Mohammad Reza Shah accorde toute sa confiance. En janvier 1963, le complément à la loi sur la réforme agraire du ministre de l'Agriculture Arsandjani est adoptée, cherchant à faire disparaître les restes de la féodalité de l'époque Qajar. Les critiques de la réforme agraire, notamment les grands propriétaires terriens accusèrent Arsanjani de mener une réforme de loi contre la Constitution, contre les lois de l'islam et même contraire aux lois en vigueur dans le pays.
Les moyens financiers de la mise en place d'un mouvement de résistance vinrent des grands propriétaires et des commerçants du Bazar, qui voyaient du reste leur monopole économique menacé par l'industrialisation du pays. Politiquement, le mouvement de Résistance du Front National vint soutenir l'opposition au Shah Mohammad Reza Pahlavi, et se montra solidaire avec le clergé.
Le premier affrontement entre le gouvernement et le clergé eut lieu le 7 octobre 1962. Le Cabinet du Premier ministre Alam avait adopté un décret par lequel les élections locales devaient être ajustées aux normes démocratiques, les femmes devant pouvoir aller voter et se présenter aux élections. La loi va plus loin que la révolution constitutionnelle, qui avait introduit en 1909 le droit de vote mais en divisant les électeurs en fonction de leur appartenance religieuse (et prévoyant selon la Constitution l'élection de députés représentant les groupes religieux musulmans, chrétiens, juifs et zoroastriens), en désirant abolir au niveau local cette séparation. Avec la réforme électorale, l'élection municipale en Iran devait donc devenir universelle, directe, libre, égale et au vote secret, et donc pleinement conforme aux normes démocratiques.

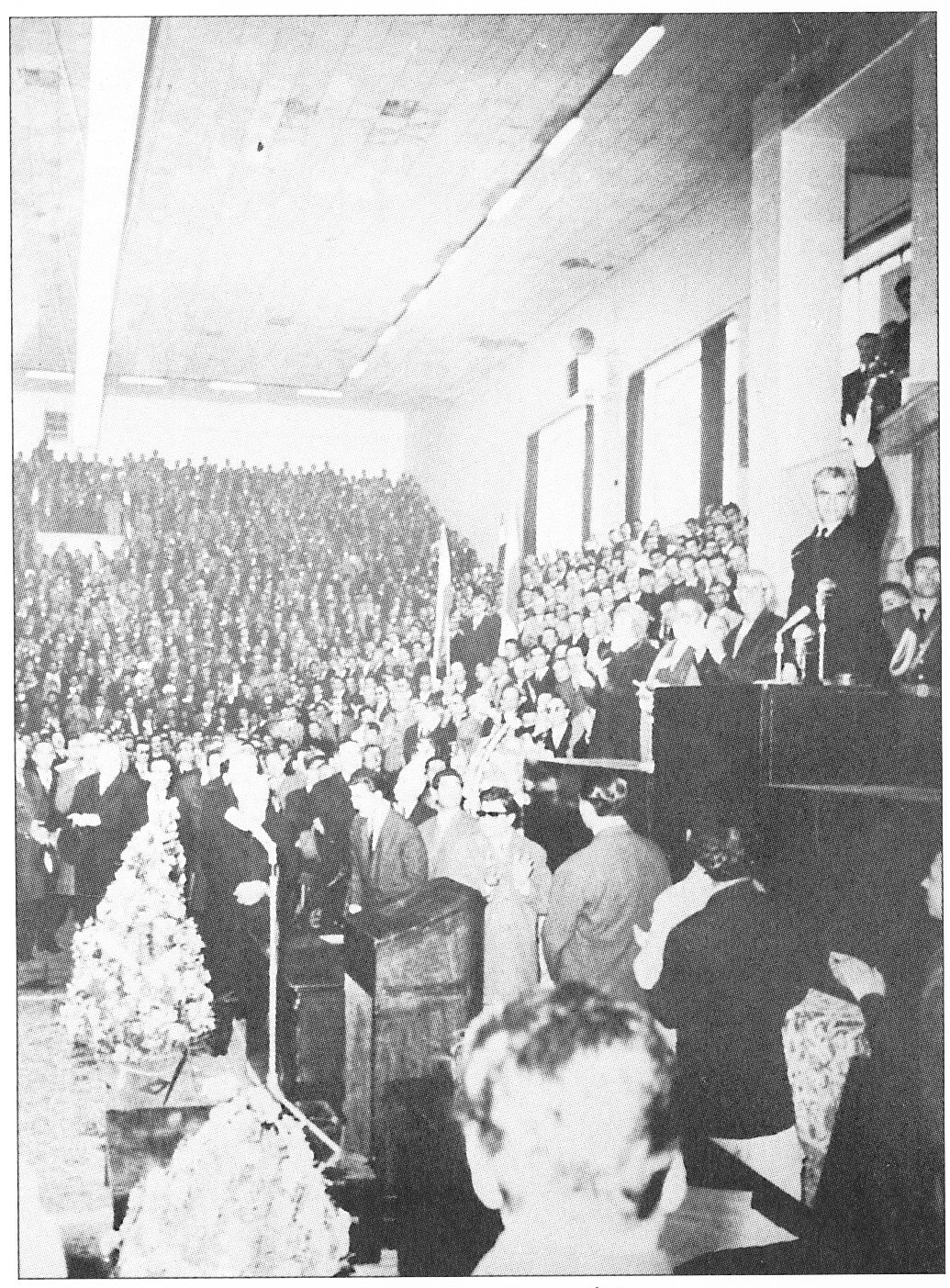
Discours du Shah Mohammad Reza devant le Congrès national des agriculteurs à Téhéran, en janvier 1963.

Le décret s'est vite heurté à la résistance farouche du clergé. Tout d'abord, les religieux avançaient que la charia était incompatible avec la possibilité que les femmes votent ou puissent être élues dans la fonction publique. Ils étaient également en désaccord avec l'abolition du vote de classe. En particulier, les membres du clergé étaient irrités par une formulation de la nouvelle loi électorale, qui concernait la prestation de serment des conseillers élus. Le serment devait être fait sur « un livre sacré », et pas forcément le Coran. Avec l'abolition du vote de classe, le clergé chiite a également combattu l'idée que les bahaïs puissent être élus assermentent sur leur Kitab-i-Aqdas.
Les ayatollahs Mohammad Reza Golpayegani, Kasem Schariat-Madari et Haeri ainsi que l'hodjatoleslam Rouhollah Khomeini décidèrent de contacter directement le Shah afin de lui demander de retirer le décret gouvernemental. Si ça ne se faisait pas, il fallait craindre de graves conséquences. Le Shah fit savoir aux mollahs qu'il comprenait leurs préoccupations et qu'il ferait transmettre au gouvernement leur critique. Cette réaction positive du Shah conforta le clergé, dans sa critique du gouvernement. Khomeini, par la suite, apostrophait directement le Premier ministre Alam : « Si le Parlement a décidé de blesser les lois de l'islam en utilisant la Constitution et les Lois, ses membres sont personnellement responsables ». Cette déclaration ressemblait beaucoup à une menace de mort (ce n'étaient d'ailleurs pas des menaces en l'air et furent mises à exécution en 1965, lors de l'assassinat de Premier ministre Hassan Ali Mansour). Quelques jours seulement après le discours de Khomeini, dans la province du Fars, de violents affrontements avec les organes de sécurité entraînèrent la mort d'un fonctionnaire d'état parmi les rangs des manifestants.

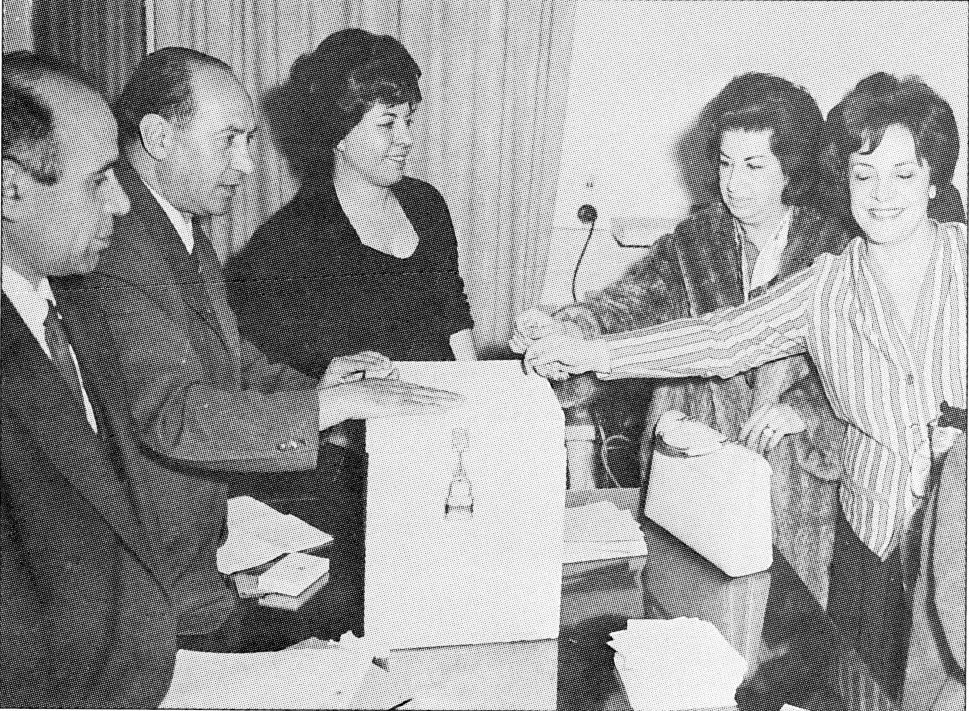
Les femmes votent en Iran pour la première fois en 1963.

Le 29 novembre 1962, le gouvernement recule : le Premier ministre Alam déclare que les femmes ne participeraient finalement pas aux prochaines élections locales. Aussi le vote de classe est maintenu : la prestation de Serment doit, comme précédemment, utiliser « le Coran, la Bible, la Torah ou l'Avesta ». Le clergé vit ses suppliques pleinement appliquées et fut donc plus que satisfait de cette victoire.

### L'idée du référendum
Il devint vite clair pour le Shah et Alam que le programme de la révolution blanche et surtout la réforme agraire se heurterait toujours à la résistance des propriétaires et du clergé, et que la réforme ne se prévaudrait que si elle était portée par la grande majorité de la population iranienne. S'appuyant sur la confiance acquise auprès de tous par le programme de redistribution des terres, le Shah organise un référendum en janvier 1963 pour connaître l'avis de la population sur le sujet. Rouhollah Moussavi, dit Khomeini, ecclésiastique et riche propriétaire terrien, critiqua le référendum tenu le 26 janvier 1963. Il a dénoncé cela comme un projet dirigé contre Dieu et a demanda à tous les croyants de ne pas participer au vote. Le grand Ayatollah Hossein Boroujerdi s'était également prononcé contre le programme de réforme, mais sa mort en mars 1961 rendit sa fatwa dirigée contre la révolution blanche invalide. Le Shah et Alam théâtralisent le référendum en évoquant le lancement de la « révolution du Roi et du Peuple », l'histoire retenant le nom de « révolution blanche ».

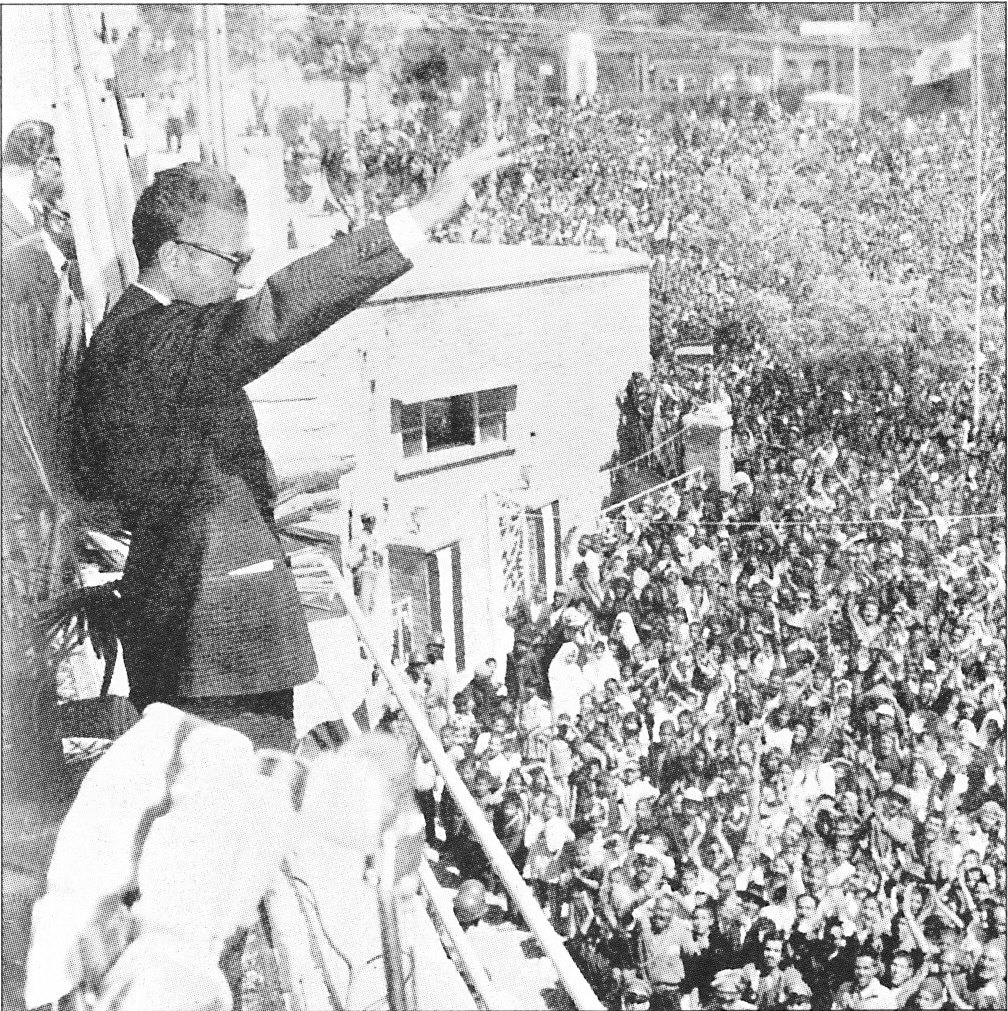
Le Shah s'adresse à la foule après l'adoption de la révolution blanche par référendum.

Devant le congrès national des Agriculteurs à Téhéran, qui se tint le 9 janvier 1963, Mohammad Reza Shah saisit l'occasion de s'adresser publiquement aux représentants de la classe agricole iranienne pour annoncer la mise en place prochaine du référendum :

« Si je me suis décidé à organiser un référendum sur ces réformes, c'est parce que je veux empêcher que nos paysans redeviennent des serfs et que les richesses du sous-sol de la terre de notre pays profitent à l'amour du gain de quelques-uns, et que l'importance de ces changements révolutionnaires ne peut plus être perturbée ou détruite sur l'instigation d'une minorité. »

Un autre point important des réformes était le renforcement des droits des femmes. Avant le référendum, il y avait eu débat pour savoir si les femmes qui jusque-là n'avaient toujours pas droit de vote, devraient également participer au vote. Afin de ne pas compromettre la légitimité du référendum, il a été convenu que les femmes voteraient dans des urnes séparées de celles des hommes, et que leurs votes seraient recueillis, mais pas pris en compte. Le référendum fut une approbation nette de 5 598 711 voix contre 4115. Khomeini dénonce une fraude massive.
Le 27 février 1963, le Shah promulgua un décret par lequel les femmes iraniennes se virent accorder le suffrage universel et gratuit.

## Le programme de la révolution blanche

### Le programme du référendum
Par le référendum, le Shah soumet six mesures à l'approbation du peuple :
- la réforme agraire ;
- la nationalisation des forêts et des pâturages ;
- un amendement de la loi électorale permettant une représentation plus large des femmes, des employés et des fermiers ;
- la privatisation de certaines usines nationalisées afin de financer la réforme agraire ;
- le partage des profits industriels par les ouvriers du secteur privé ;
- la création du Sepah-e Danesh, un nouveau corps regroupant les hommes et les femmes faisant leur service civil qui sont destinés à aller dans les villages pour alphabétiser la population.

### L'Armée de la Connaissance (Sepah-e Danesh)

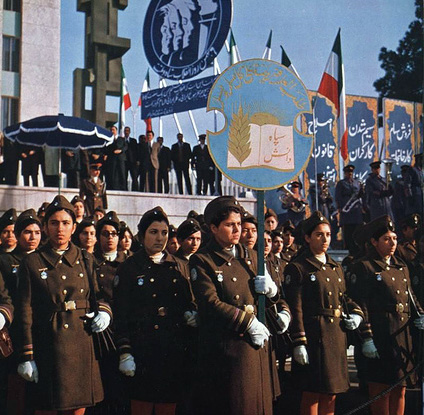
Défilé de l'Armée de la Connaissance devant le Sénat de Téhéran, en 1965.

En octobre 1963, une loi fut votée par le Parlement, chargeant le ministère de l'Éducation et le ministère de la Défense de circonscrire les jeunes qui avaient terminé le lycée pour aider les enseignants à former l'armée de la connaissance (Sepah-e Danesch) pour remédier à la pénurie d'enseignants dans les villages. Les jeunes conscrits, de jeunes hommes et de jeunes femmes, après la formation de base pour ce service de remplacement furent ensuite envoyés quatre mois dans les écoles de village où ils dispensèrent la formation qu'ils avaient reçu à transmettre pendant quatre mois. Ceux qui avaient commencé à étudier avant d'effectuer leur service militaire durent attendre la fin de leur service militaire et furent ensuite envoyés dans l'armée des connaissances pour y être formés.

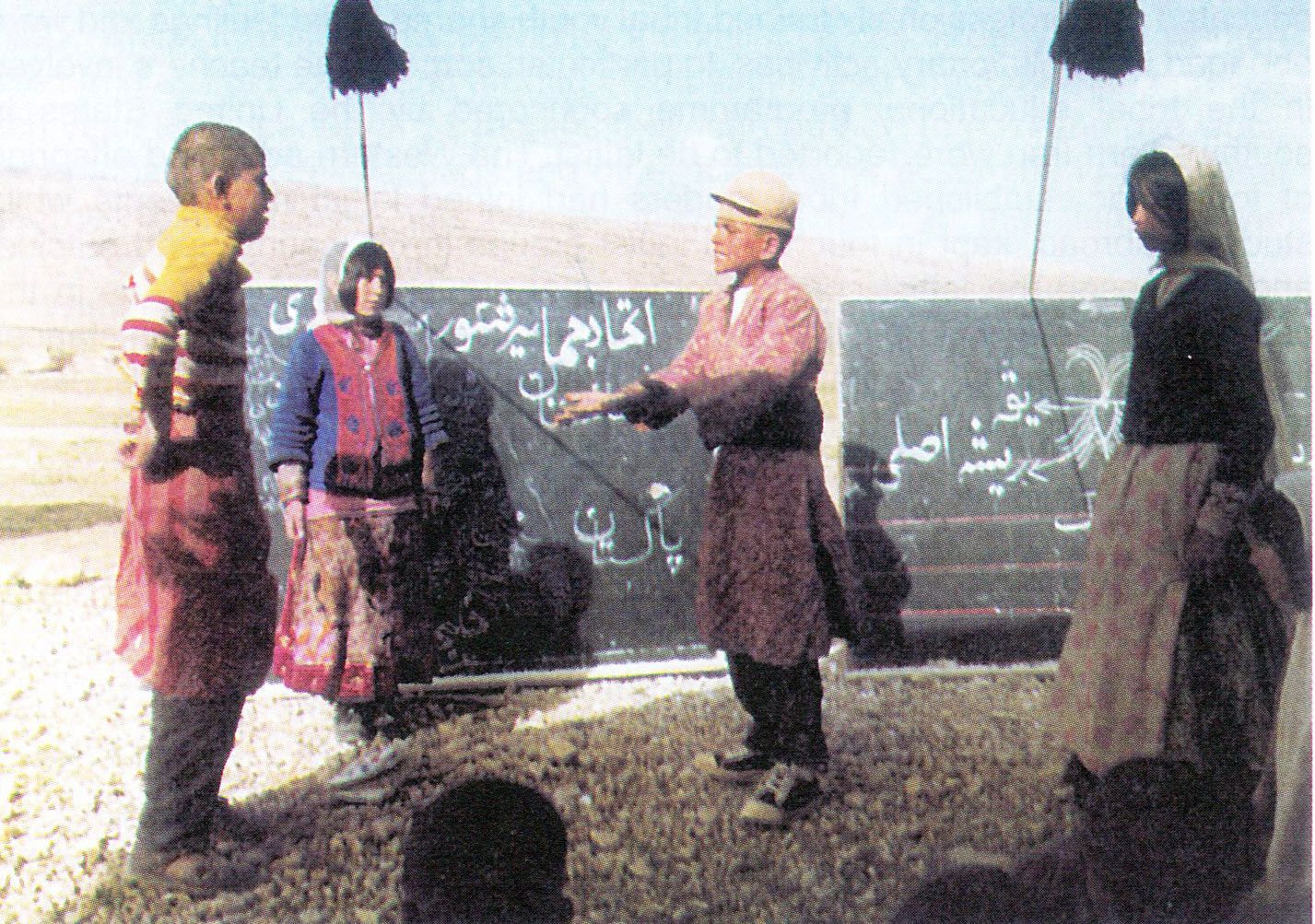
Cours donné par un membre de l'Armée de la connaissance à une tribu dans la province du Fars.

L'armée de la connaissance, jusqu'à sa dissolution après la fondation de la République islamique enseigna par près de 200 000 jeunes hommes et femmes à plus de 2,2 millions de garçons et de filles et plus de 1 million d'adultes. Le taux d'analphabétisme des adultes dans les villages était au début du programme à 95 %, et dix ans après le début du programme, le nombre d'analphabètes dans les villages était en dessous de 80 %. À partir de la lecture et de l'écriture qu'on leur enseigna, les gens poursuivirent leurs études pour obtenir un diplôme universitaire. En 1969, 293 000 élèves apprirent dans le cadre du programme d'alphabétisation dans 7 541 écoles nouvellement construites dans les villages à travers l'Iran ; en 1976 on recensait 656 000 étudiants dans 14 732 nouvelles écoles,. Dans une étude publiée en 1973 par l'UNESCO, la contribution de l'armée de la connaissance a été décrit comme « significatif (ou considérable) ». En raison du succès de l'idée des jeunes conscrits impliqués dans le développement du pays, le principe fut élargi et le gouvernement élabora des plans pour la mise en place d'une armée de santé.
L'armée de la connaissance reçoit en 1972 le Prix UNESCO Nadezhda K. Krupskaya pour l'Éducation (du nom de l'épouse de Lénine). L'UNESCO décerna une reconnaissance spéciale au fait que les conscrits puissent effectuer leur service militaire en tant que professeur.
Les critiques, venant des milieux traditionnels, se firent entendre de plus en plus fort, puis publiquement avec la mise en place de la République islamique : elles accusaient l'Armée de la Connaissance d'avoir retiré les enfants de la campagne à l'influence du clergé qui avait enseigné aux enfants jusque-là - des idées traditionnelles. La plupart du temps jeunes, inexpérimentés et venant des villes, les conscrits étaient généralement introduits auprès de populations rurales différentes d'eux : souvent, ils parlaient des langues différentes de la population locale, et durent faire face à la résistance des familles et des membres du clergé, et certains d'entre eux furent souvent envoyés au service des enseignants, car conscrits mais sans leur accord, dans les provinces. Compte tenu de la réalité difficile dans les villages, quelques-uns des conscrits se radicalisèrent. L'influence de l'armée de la connaissance contre l'analphabétisme rural fut faible pendant toutes ces années, selon l'avis des critiques.

### L'Armée de la Santé (Sepah-e Behdascht)
Le 9 février 1964, le Parlement adopta la Loi constituant une armée de la santé. L'objectif de l'Armée de la santé était d'améliorer les soins de santé dans les zones rurales. Les conscrits médecins, dentistes, vétérinaires et ceux qui avaient reçu une formation en soins de santé pourraient, au lieu du service militaire, effectuer leur service dans l'armée de la Santé. La formation des bénévoles en tant que médecin fut offerte par l'armée. Qui avait terminé son service militaire dans l'armée de la santé, fut envoyé de préférence dans la santé nationale.

### L'Armée de la Reconstruction et de l'Embellissement (Sepah-e Tarvidsch va Abadani)

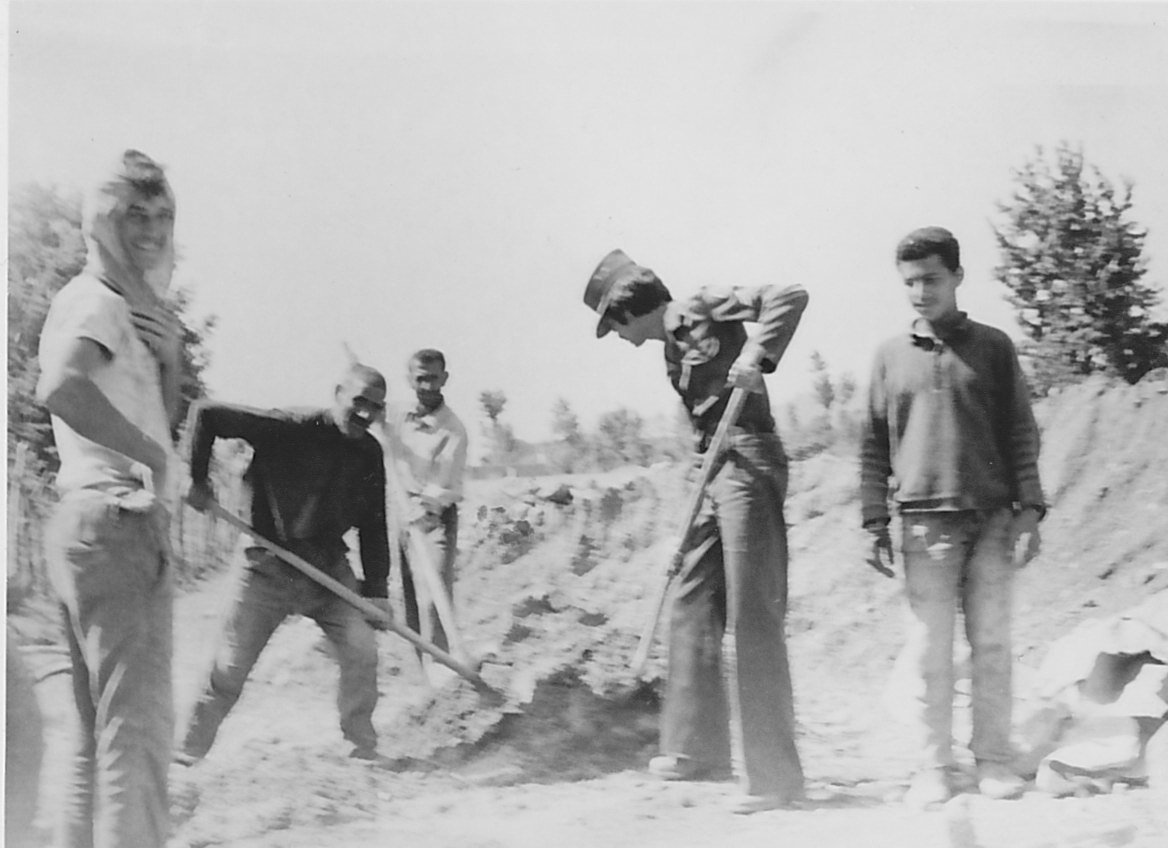
L'Armée de la Reconstruction et de l'Embellissement construisant les fondations d'une école en province.

La troisième « armée de la révolution blanche » était l'armée de la reconstruction et de l'embellissement (Sepah-e Tarvisch va Abadani), qui fut mise en place avec une loi adoptée le 10 janvier 1965 par le Majlis. Les conscrits furent formés et passèrent à l'action en collaboration avec le ministère de la Défense, le ministère de l'Agriculture et le ministère du Logement. La première fonction de l'armée fut dans le domaine de la modernisation de l'agriculture et la construction des écoles, des bains publics, etc. Tout cela pour améliorer la qualité de vie dans les villages. Les étudiants dans le domaine de l'agriculture et de l'élevage effectuèrent leurs services militaires dans cette armée pour initier les agriculteurs et les agriculteurs aux méthodes modernes de l'agriculture et de l'élevage.

### La réforme agraire

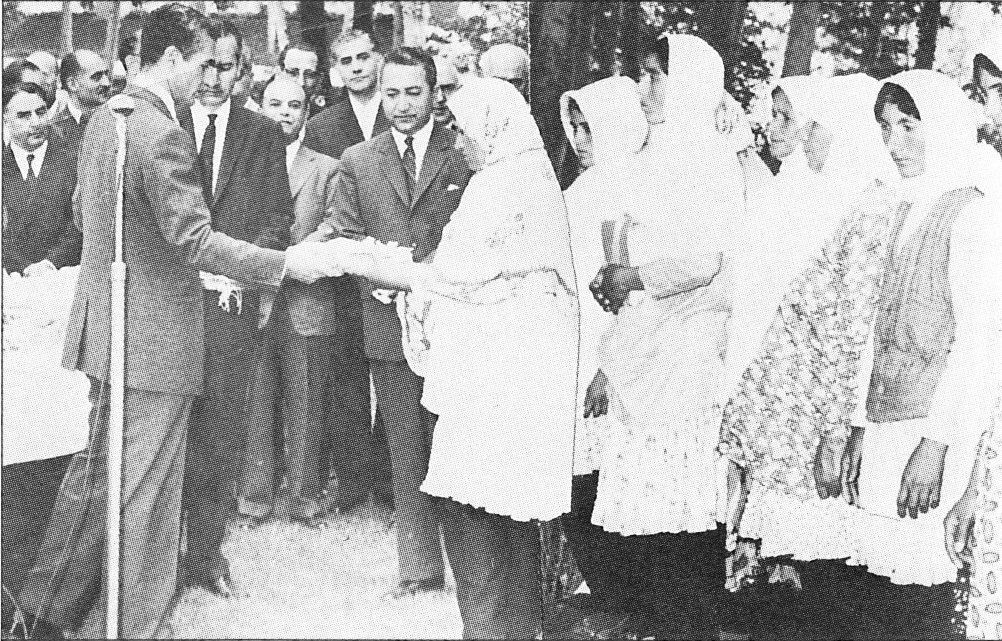
Mohammad Reza Shah Pahlavi distribuant des documents de propriété terriennes aux femmes (nouvelles propriétaires) lors de la réforme agraire, en 1963.

Dans le cadre de la réforme agraire environ 2 millions d'agriculteurs furent les premiers nouveaux propriétaires. Un fermier d'un village près de Shiraz décrit les effets du programme de réforme comme cela : « Naturellement ma vie s'est améliorée. Dix ans plus tôt, ni moi ni ma femme ne pouvaient lire et écrire. Nos enfants n'allaient dans aucune école. Ils travaillaient avec nous sur le champ qui appartenait à un étranger. Si j'avais de la chance, je recevais un cinquième des revenus de la récolte. La récolte était d'ailleurs souvent peu importante. Aujourd'hui, la terre nous appartient. Nous avons des machines pour le travail. Tous mes enfants ont été à l'école. Ma fille la plus âgée s'est mariée avec un ingénieur de la ville. Ma femme et moi nous votons pour notre conseil de village. Nous pouvons lire et écrire et tout cela nous el devons à un jeune homme de l'armée de la connaissance qui nous a appris tout cela ».
Les critiques se plaignirent que 65 % des agriculteurs avaient reçu moins de 5 hectares de terres ; 1,1 million étaient entièrement sans terre ou vivaient comme des nomades. La mécanisation de la main d'œuvre rendit sans emploi de très nombreux travailleurs ruraux qui affluèrent vers les villes - où ils ne trouvèrent pas meilleure situation ; la migration interne augmenta pour atteindre 8 %, la population urbaine atteint 46 % de la population totale du pays. La production agricole baissait cependant parce que les prix limites fixés n'incitaient pas les producteurs agricoles à augmenter la production car les importations bon marché rendaient la production agricole dans le pays peu économique et parce qu'on changeait des méthodes éprouvées et traditionnelles, auxquelles tout le monde n'était pas habitué.

### Autres mesures
- Nationalisation des forêts et des pâturages[35] : de nombreuses mesures furent introduites, non seulement pour protéger les ressources nationales et pour arrêter la destruction des forêts et les pâturages, mais aussi pour les développer et les cultiver. Plus de 9 millions d'arbres furent plantés dans 26 régions, créant 70 000 acres (280 km2) de « ceintures vertes » autour des villes et aux confins des grandes autoroutes[réf. souhaitée].
- Privatisation des entreprises détenues par le gouvernement[35], vendant des parts aux usines privées et publiques ainsi qu'aux anciens seigneurs féodaux, créant ainsi une toute nouvelle classe de propriétaires d'usines qui pourraient maintenant aider à industrialiser le pays[réf. souhaitée].
- Partage de bénéfices[35] pour les travailleurs industriels dans les entreprises du secteur privé, donnant aux ouvriers et aux employés de l'usine une part de 20 % des bénéfices nets des lieux où ils travaillaient et obtenant des primes en fonction de la productivité ou de la réduction des coûts[réf. souhaitée].
- Modification de la loi électorale[35] : les femmes reçurent le droit de vote mais aussi celui d’éligibilité. Une loi qui fit beaucoup changer la représentation sexuelle du Parlement : il y avait en 1976 plus de députés femme en Iran qu’en Europe occidentale[36].

## Tensions économiques
Ces mesures donnent au gouvernement un soutien considérable parmi certains secteurs de la population, mais elles ne traitent pas dans l'immédiat des raisons qui sont à l'origine des tensions sociales. Les conditions économiques sont toujours aussi difficiles pour les classes les plus pauvres. De plus, de nombreux chefs religieux s'opposent au droit de vote accordé aux femmes, à la réforme agraire et à l'extension du pouvoir royal qu'implique la réforme (le clergé était depuis longtemps un très grand propriétaire terrien et possédait un pouvoir certain en Iran, en particulier sur le plan judiciaire).

## Réactions critiques

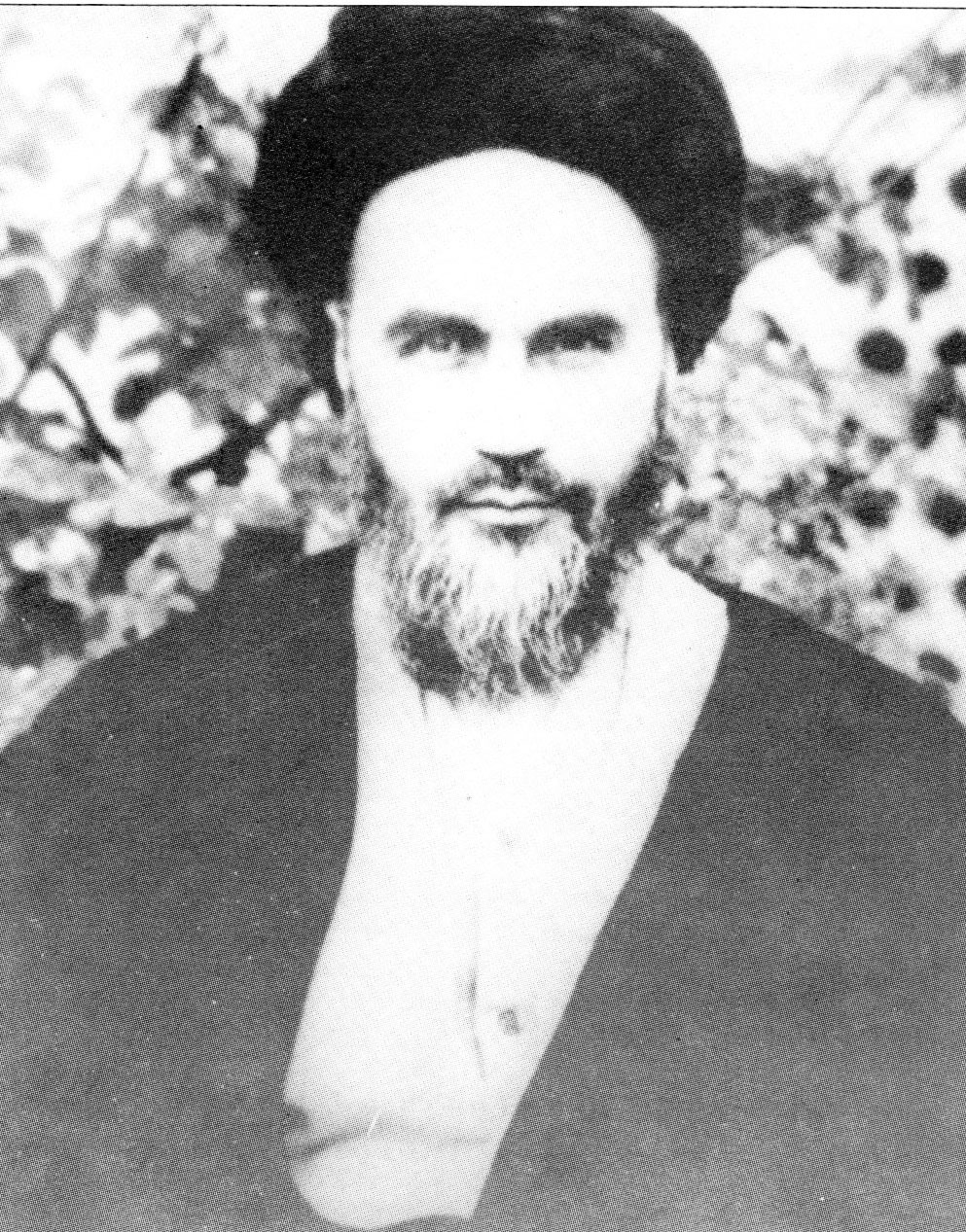
Rouhollah Moussavi Khomeini en 1963.

Le grand ayatollah Seyyed Hossein Tabatabai Boroudjerdi, alors que les réformes n'étaient qu'au stade de projet, avait émis une fatwa contre les réformes du shah à venir, le 16 mai 1960. Par considération pour Boroudjerdi, le Shah réalisa son programme de réforme après la mort de Boroudjerdi et après une série de concessions au clergé. Ainsi, l'éducation islamique fut étendue dans les programmes scolaires, le divertissement interdit dans les lieux publics pendant les fêtes religieuses, le Shah renouvela son obligation de défendre l'Islam chiite, le gouvernement offrit un soutien accru pour la construction de mosquées et le nombre de pèlerins, qui pourrait voyager avec le soutien des fonds publics à la Mecque, augmenta.
Après le référendum, une certaine opposition continua à se manifester, notamment par l'ayatollah Sayyid Rouhollah Khomeini, connu alors comme un dirigeant religieux de Qom, et qui avait accusé le gouvernement d'avoir truqué les résultats du référendum. Le 3 juin 1963, lors d'un discours intitulé Contre le tyran de notre temps à l'école coranique Feyzieh, il attaque directement le Shah :

« Ce gouvernement est dirigé contre l'islam. Israël veut que les lois du Coran ne s'appliquent plus en Iran. Israël est contre le clergé éclairé… Israël utilise ses agents dans le pays pour éliminer la résistance anti-israélienne… Oh M. le chah, Oh sublime chah, je vous demande de céder aux bons conseils et de purifier la loi (de ces réformes). Je ne voit aucune danse de joie de la part de la population, et je n'en verrais pas jusqu'au jour où vous quitterez le pays sur les ordres de votre maître, comme nous avons tous applaudi lorsque votre père a quitté le pays. »

Plus loin dans son discours, il parle du Shah comme d'un « pauvre type misérable ». Deux jours plus tard, le 15 Khordad 1342, le 5 juin 1963, il est arrêté. Mohammad Reza Shah et Alam comptent le faire expulser. S'ensuivent trois jours d'émeutes dans tout le pays, les plus violentes depuis la chute de Mossadegh une décennie auparavant. Le gouvernement va violemment réprimer ces émeutes et sembler - en apparence tout du moins - triompher de ses opposants.

### Manifestations protestataires

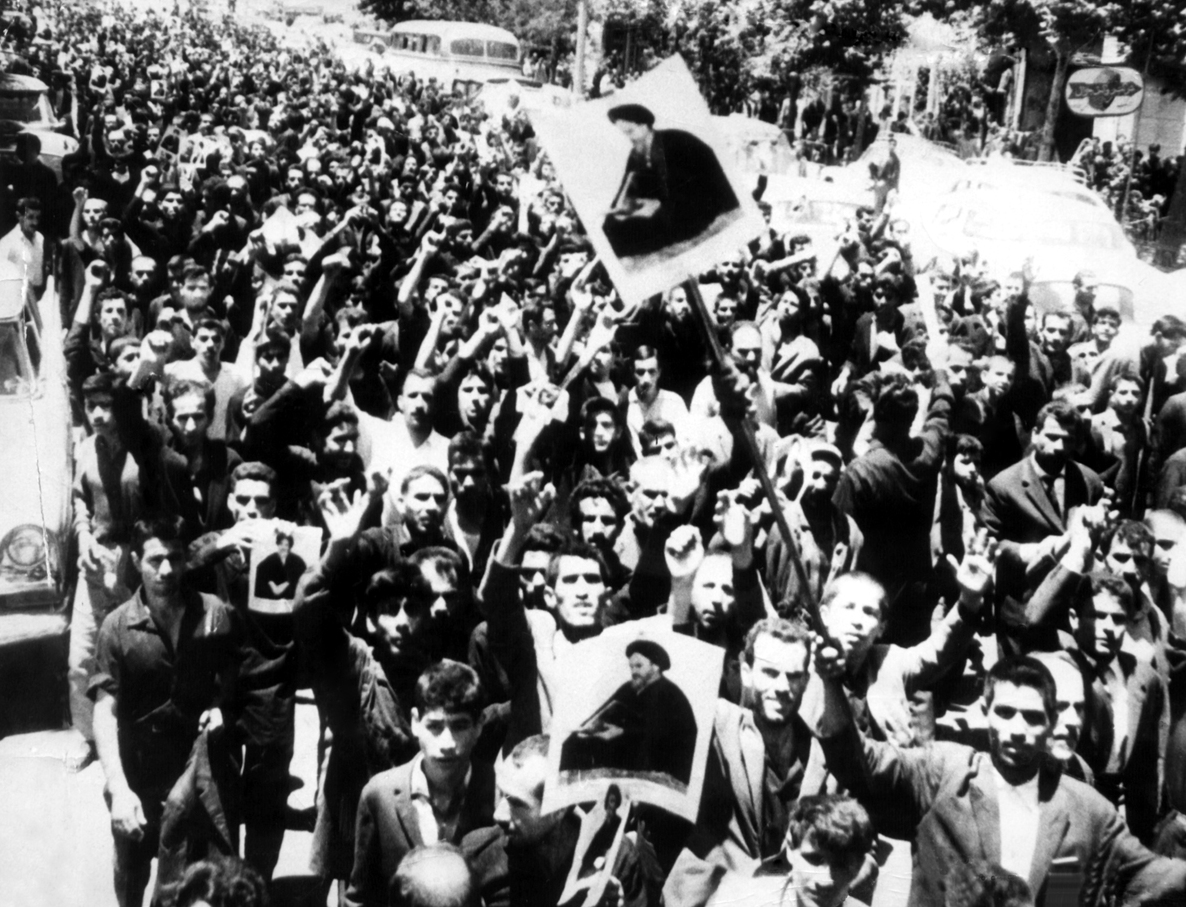
Manifestants du 5 juin 1963.

Le discours de Khomeini contre les réformes de la révolution blanche fut accompagné de manifestations violentes à Qom, Shiraz, Mashhad et Téhéran. Plus de 10 000 manifestants défilèrent le 5 juin 1963 dans les rues de Téhéran pour protester contre l'arrestation de Khomeini. Le Premier ministre Alam finit par appeler l'armée pour mater la contestation, et ne put quitter le siège du gouvernement qu'avec un véhicule blindé. Pour la première fois depuis la Seconde Guerre mondiale, l'état d'urgence fut mis en place à Téhéran. Les troupes furent envoyées dans les rues et tirèrent sur des manifestants. Il y eut des milliers de blessés. Le nombre de morts, selon la déclaration ultérieure du Premier ministre Alam, fut de 20 personnes. Khomeini et ses partisans firent monter le chiffre à 15 000 manifestants morts ; une preuve évidente pour Khomeini des « crimes du Shah contre le peuple iranien. » D'après une étude réalisée à la fin des années 1990 par Emad al-Din Baghi (en), qui avait eu accès aux données de la « Fondation des Martyrs » ( en persan : Bonyade Shahid ) de l'Iran, 32 manifestants perdirent la vie de façon violente à Téhéran le 5 juin 1963. L'opposition à Mohammad Reza Shah menée par Khomeini commença à prendre forme. Les dirigeants de la république islamique d'Iran déclarent aujourd'hui que le soulèvement contre la réforme électorale d'Alam - à l'origine de la révolution blanche - en juin 1963 fut la naissance de la révolution islamique.
Malgré une forte opposition de la part du clergé, le Shah poursuivit ses plans de réforme, soutenues en 1963 par la majorité de la population. Le Premier ministre Alam dû cependant payer le prix politique pour les réformes souhaitées : à la suite de la violente répression des manifestations anti-réformes son destin politique fut scellé en tant que Premier ministre. Le 7 mars 1964 Alam démissionna.

### Assassinat du Premier ministre Mansour

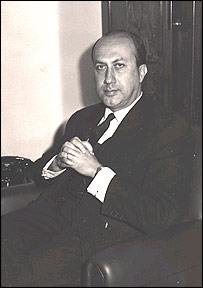
Hassan Ali Mansour.

À la suite de la démission d'Alam, Hassan Ali Mansour, du nouveau parti Iran Novin, qui a gagné les élections législatives en novembre précédent, lui succède comme Premier ministre. Khomeini, en résidence surveillée depuis août, est complètement relâché le 6 avril 1964. Mais il refait vite parler de lui, en s'opposant vertement au traité SOFA signé entre l'Iran et les États-Unis, et tient de nouveaux discours incendiaires. Le 4 novembre 1964, Mansour ordonne d'arrêter de nouveau Khomeini : cette fois, il est expulsé vers Bursa en Turquie, où on lui interdit toute activité politique. De plus, il n'est plus autorisé à porter son turban ni son Aba'a, atours du costume traditionnel d'un dignitaire religieux chiite. Alors qu'Alam avait été forcé à la démission par les opposants à la réforme, le premier ministre Mansour va payer son engagement en faveur des réformes – et surtout l'expulsion de Khomeini – de sa vie. Le 22 janvier 1965, quelques jours avant le deuxième anniversaire de la révolution blanche, la voiture de Mansour s'arrête à 10 heures devant le bâtiment du Parlement. Mansour, qui veut tenir son premier discours sur l'état de la nation au Parlement, sort de la voiture et Mohammad Bokharaii, membre du Fedayin de l'Islam, surgit de la foule des spectateurs qui regardent Mansour entrer et tire trois fois. Mansour est remis dans la voiture et conduit à l'hôpital où il meurt cinq jours plus tard.

### Le Premier ministre Hoveida

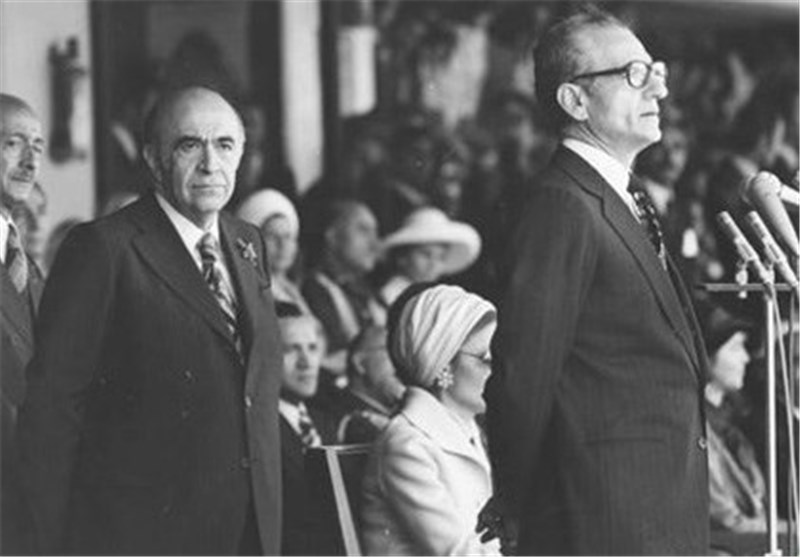
Amir Abbas Hoveida derrière Mohammad Reza Pahlavi pendant un défilé dans les années 1970.

Mohammad Reza Shah refusa d'être dissuadé de mener à bien ses réformes par une tentative d'assassinat du Premier ministre. Il nomma le confident de Mansour Amir Abbas Hoveida, jusqu'à sa confirmation par le Parlement, Premier ministre par intérim. Hoveida devait rester Premier ministre pour les 13 prochaines années et mener à son succès économique la révolution blanche.
Depuis la mort du Grand Ayatollah Boroujerdi et après l'expulsion de Khomeini, le clergé se divisa dans son attitude à l'égard du programme de réforme. Le Grand Ayatollah Kazem Schariat-Madari, s'il maintint sa collaboration avec le Front national, se déclara non fondamentalement opposées aux réformes tant que le clergé était impliqué dans le processus de réforme. Mais la majorité du clergé se mécontenta principalement à cause de l'expansion du système d'éducation et du renforcement des droits des femmes. Les traditionalistes étaient d'avis que la réforme éducative et l'obtention de droits politiques pour les femmes ne pouvait que favoriser la prostitution.
En dépit de son opposition, Mohammad Reza Shah Pahlavi voulut mettre le clergé du côté de son programme de réforme en ordonnant la construction de la mosquée Farhabad et accorda de l'importance à un exemplaire particulièrement précieux du Coran, le Coran Neiziri. Il mit en chantier la création d'une université islamique à Qom ou Mashad et rappela que son programme de réforme était conçu selon les principes islamiques, qu'il mettrait en œuvre en respectant les intentions du Prophète. Le Shah fit don des portes précieusement décorées et fit décorer artistiquement avec des garnitures en or et en argent la mosquée Shah-e Tscheraq de Shiraz et en 1967, des cérémonies de deuil furent diffusés à la télévision nationale au cours du mois de Mouharram. Après son couronnement, le Shah effectua son pèlerinage à Mashhad.

## Mesures supplémentaires après 1963

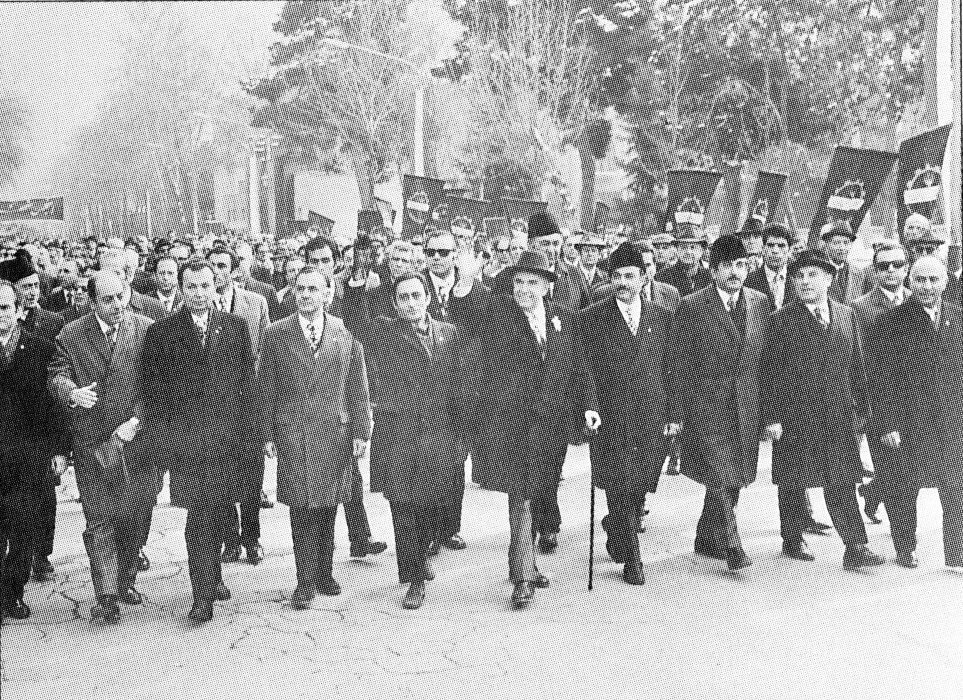
Le cabinet du Premier ministre Hoveida en tête d'un défilé, en 1975.

Au cours des années suivantes, le programme de réforme de la révolution blanche fut élargi avec les éléments suivants :

### 1964
1. Mise en place de soins médicaux gratuits
2. Mise en place des coopératives de coopération dans le secteur agricole
3. Mise en place des tribunaux d'arbitrage

### 1967
1. Nationalisation des rivières et des lacs
2. Programme de reconstruction pour les villes et les zones rurales
3. Réorganisation de l'administration publique
4. Décentralisation de l'éducation

### 1975
1. Nouvelle loi sur la famille avec une égalité parentale entre l'homme et la femme, l'abolition virtuelle de la polygamie, le droit de divorce équivalent pour les femmes, les paiements d'entretien obligatoires pour la femme et les enfants en cas de divorce, les ordonnances de garde pour les enfants communs à la veuve et au veuf au décès du conjoint
2. La participation des salariés dans les entreprises publiques et privées
3. surveillance des prix de l'État
4. compléments alimentaires gratuits pour les femmes enceintes et les nourrissons jusqu'à 3 ans
5. éducation et repas scolaires gratuits pour tous les enfants de la maternelle à la 6e année (primaire)
6. Mettre en place un système national d'assistance sociale
7. Ouverture du cinéma à une plus grande gamme de films occidentaux (également les versions intégrales)

### 1977
1. Mise en place d'un contrôle des prix des terres
2. Publication des revenus des hauts fonctionnaires du gouvernements, de leurs femmes et de leurs enfants

## Libéralisation et accessibilité de l'univers politique
Avec l'accession au poste de président américain de Jimmy Carter en janvier 1977, Mohammad Reza Shah changea ses priorités politiques dans le domaine des droits de l'homme et également le programme de réforme politique, deux domaines dans lesquels le régime impérial était très critiqué à l'étranger. Les réformes sociales, qui faisaient encore partie du programme de réforme du début de la révolution blanche, avaient été négligées par rapport aux réformes économiques. Cela devait changer radicalement pour la suite.

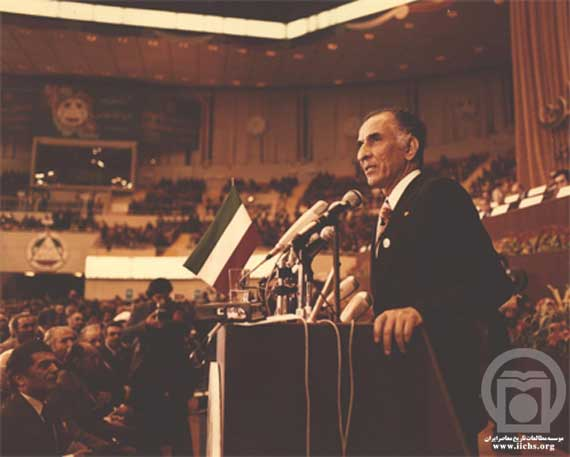
Jamshid Amouzegar tenant un discours au congrès du Rastakhiz.

Également, l'accession au poste de Premier ministre de Jamshid Amouzegar décréta « l'ouverture de l'espace politique ». En mai et juin 1977, le gouvernement invita le Comité international de la Croix-Rouge (CICR) à inspecter les prisons iraniennes, accompagnés de hauts représentants d'Amnesty International et de la Commission internationale de juristes. Lesquels dirent qu'ils y avaient constaté l'abolition de la torture, des améliorations de traitement dans les prisons et le renforcement de la situation juridique des détenus. Dariush Homayoun (en), le ministre de l'Information d'Amouzegar, se souvint :

« Personne ne devait avoir peur de critiquer le gouvernement devant lui (Amouzegar). »

Une démocratisation plus large était l'objectif de politique générale. Cependant, Mohammad Reza Shah était convaincu que la démocratie en Iran ne pouvait pas être simplement copiée sur les modèles étrangers, mais devait se développer sur la base des caractéristiques particulières de l'Iran. Il évoqua ses idées du futur État démocratique iranien dans le livre Sur le chemin de la grande civilisation (1978). Un processus écourté par la révolution islamique.

## Bilan
Le puissant clergé chiite est mécontent de voir que les réformes du Shah leur enlèvent la plupart de leurs pouvoirs traditionnels dans les domaines de l'éducation et des lois familiales, mais aussi que leur forte influence dans le milieu rural se trouve diminuée. Le soulèvement qu'ils provoquèrent auquel répondit fermement le gouvernement donne aussi l'impression que la population n'adhère pas à ce mouvement, qu'elle le freine mais que le Shah ne fait rien de leur avis et continue les réformes, contre l'avis de tous. Khomeini apparaît également comme le principal opposant aux réformes, et surtout, comme un opposant à la violence du gouvernement du Shah, ce qui lui donna un crédit bien plus large, lequel crédit perdura même après son envoi en exil et augmenta continuellement jusqu'au début de la révolution.
Bien que la révolution blanche ait contribué grandement à l'avancement économique et technologique de l'Iran et à la situation des femmes et des minorités religieuses, les ratés du programme de réforme agraire et le manque de réformes démocratiques, ainsi que l'opposition à la révolution blanche du clergé et des propriétaires terriens, contribueront à la chute du Shah pendant la révolution iranienne en 1979.

## Sources et bibliographie
Cet article contient des extraits des Country studies de la Bibliothèque du Congrès américain dont le contenu se trouve dans le domaine public. Il est possible de supprimer cette indication si le texte reflète le savoir actuel sur ce thème, si les sources sont citées, s'il satisfait aux exigences linguistiques actuelles et s'il ne contient pas de propos qui vont à l'encontre des règles de neutralité de Wikipédia.
- Yves Bomati et Houchang Nahavandi, Mohammad Réza Pahlavi, le dernier shah, 1919-1980, Paris, éd. Perrin, coll. « Biographies », 2013  (ISBN 978-2-262-03587-7), (OCLC 828407890)
- Houchang Nahavandi, The Last Shah of Iran - Fatal Countdown of a Great Patriot betrayed by the Free World, a Great Country whose fault was Success, Aquilion, 2005,  (ISBN 1-904997-03-1)
- Paul Vieille, « Les paysans, la petite bourgeoisie rurale et l'État après la réforme agraire en Iran », Annales. Histoire, Sciences Sociales, vol. 27, no 2,‎ 1972, p. 347-372 (lire en ligne)